# Gars am Inn
Gars am Inn település Németországban, azon belül Bajorországban. Lakosainak száma 3959 fő (2023. december 31.).

## Népesség
A település népessége az elmúlt években az alábbi módon változott:
| Lakosok száma | 375  | 552  | 3885 | 3585 | 3741 | 3802 | 3903 | 3929 | 3931 | 3959 |
|               | 1875 | 1950 | 1975 | 1987 | 2012 | 2014 | 2016 | 2017 | 2021 | 2023 |